# Кристиан IV (Олденбург)
Кристиан IV фон Олденбург (на немски: Christian IV von Oldenburg; † ок. 1334, fl. 1302 – 1323) от Дом Олденбург е граф на Олденбург (1216 – 1323/1315 – 1323).

## Произход и управление
Той е най-възрастният син на граф Йохан II фон Олденбург-Олденбург († ок. 1315/1316) и първата му съпруга принцеса Елизабет фон Брауншвайг-Люнебург († пр. 1298), дъщеря на херцог Йохан I фон Брауншвайг-Люнебург.
Кристиан IV управлява графството заедно с брат си Йохан III († 1344) и от 1324 г. с полубтрат си Конрад I († 1347).

## Фамилия
Кристиан IV се жени за графиня Хедвиг фон Олденбург-Алтбруххаузен († ок. 1348), дъщеря на граф Хилдебалд I фон Олденбург-Алтбруххаузен († 1310) и София фон Равенсберг († сл. 1328). Те имат една дъщеря:
- Юта, приорес в манастир Бланкенбург